# アフリカン・サンド・ドッグ

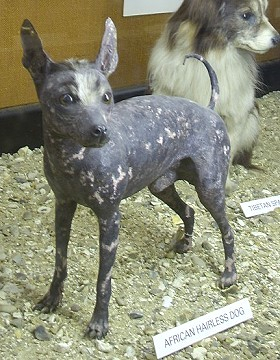
ウォルター・ロスチャイルド動物学博物館所蔵のアフリカン・サンド・ドッグの剥製

アフリカン・サンド・ドッグ（英：African Sand Dog）とは、アフリカ原産のヘアレス犬種である。アビシニアン・サンド・ドッグ（英：Abyssinian sand Dog）、ズールー・サンド・ドッグ(英：Zulu Sand Dog）などとも呼ばれる。

## 概要
由来や実態については謎が多い。半野生とも、猟犬として使われるとも言われる。1833年にサンド・ドッグ3頭がアフリカから「エジプシャン・ヘアレス・ドッグ」としてイギリスのロンドン動物園に連れて来られた。現在の生存状況は不明だが、絶滅寸前か既に絶滅したと考えられている。イギリスのウォルター・ロスチャイルド動物学博物館等に剥製が収蔵されている。
外見については、頭部に飾り毛があるとする文献や、毛がまったくない個体の写真等、ばらつきが大きく、犬種としてまとまりがあるかははっきりしない。ブラック・アンド・タン・テリアにやや似ていたとする資料もある。ロンドン動物園にいた3頭はいずれも欠歯が多く、そこから狩猟能力に疑問も呈されたが、それがサンド・ドッグ全体に共通する特徴であるかは確かではない。ウォルター・ロスチャイルド動物学博物館所蔵の剥製は、黒を地色として灰色の斑の入った肌をしている。吠え声は短く鋭かったという。